# Paracephaleus curtus
Paracephaleus curtus är en insektsart som beskrevs av Knight 1973. Paracephaleus curtus ingår i släktet Paracephaleus och familjen dvärgstritar. Inga underarter finns listade i Catalogue of Life.